# IXe législature de la République italienne
La IXe législature de la République italienne (en italien : La IX Legislatura della Repubblica Italiana) est la législature du Parlement de la République italienne qui a été ouverte le 12 juillet 1983 et qui s'est fermée le 1er juillet 1987.

## Gouvernements
- Gouvernement Craxi I
  - Du 4 août 1983 au 1er août 1986
  - Président du Conseil des ministres d'Italie : Bettino Craxi (PSI)
  - Composition du gouvernement : DC, PSI, PSDI, PLI, PRI
- Gouvernement Craxi II
  - Du 1er août 1986 au 17 avril 1987
  - Président du Conseil des ministres d'Italie : Bettino Craxi (PSI)
  - Composition du gouvernement : DC, PSI, PSDI, PLI, PRI
- Gouvernement Fanfani VI
  - Du 17 avril 1987 au 28 juillet 1987
  - Président du Conseil des ministres d'Italie : Amintore Fanfani (DC)
  - Composition du gouvernement : DC, Indépendant

## Chambre des députés
- Présidente : Nilde Lotti (PCI)
- Vice-présidents :

1. Oddo Biasini (PRI)
2. Oscar Luigi Scalfaro (DC)
3. Giuseppe Azzaro (DC)
4. Vito Lattanzio (DC)
5. Aldo Aniasi (PSI)

| Groupe parlementaire | Nombre de sièges |
| -------------------- | ---------------- |
| DC                   | 225/630          |
| PCI                  | 198/630          |
| PSI                  | 73/630           |
| MSI-DN               | 42/630           |
| PRI                  | 29/630           |
| PSDI                 | 23/630           |
| PLI                  | 13/630           |
| PRD                  | 11/630           |

## Sénat
| Groupe parlementaire | Nombre de sièges |
| -------------------- | ---------------- |
| DC                   | 120/315          |
| PCI                  | 107/315          |
| PSI                  | 38/315           |
| MSI-DN               | 18/315           |
| PRI                  | 11/315           |
| PSDI                 | 8/315            |
| PLI                  | 3/315            |
| PRD                  | 1/315            |